# Velika župa Hum
Velika župa Hum bila je jedna od 22 velike župe na prostoru NDH. Sjedište joj je bilo u Mostaru, a djelovala je od 5. kolovoza 1941. do 1945. Građansku upravu u župi vodio je veliki župan kao pouzdanik vlade imenovan od strane poglavnika. Obuhvaćala je područje kotarskih oblasti:
- Konjic
- Ljubuški
- Metković
- Mostar
- Nevesinje
- kotarska ispostava Posušje (od 1. rujna 1941. kotarska oblast)

i grad Mostar.
Od 5. srpnja 1944. Velikoj župi Hum su se priključili sljedeći kotari, koji su prethodno pripadali Velikoj župi Dubravi: 
- Čapljina
- Gacko
- Stolac

te kotari koji su prethodno pripadali ukinutoj Velikoj župi Plivi i Rami
- Livno
- Duvno (dotada Tomislavgrad)
- Prozor

i grad Livno.
Zbog ratnih operacija i prisutnosti neprijateljskih snaga, sjedište je od 13. ožujka 1945. bilo premješteno iz Mostara u Sarajevo.
Zbog ratnih okolnosti 20. svibnja 1944. bilo je proglašeno iznimno stanje u velikoj župi, pa je vojna vlast zamijenila civilnu. Poslove građanske uprave preuzeo je vojni zapovjednik obalnog odsjeka Neretve. Njemu je 28. ožujka 1945. za poslove građanske uprave u okolnostima iznimnog stanja dodijeljen je glavar građanske uprave.